# Сатья-юга
Са́тья-ю́га (санскр. सत्या युग, IAST: satyā yuga), также Кри́та-юга (санскр. कृत युग, IAST: kṛta yuga — «век чистоты», «праведный век», «золотой век») — первая из четырёх юг, или эпох в индуистском и буддийском временном цикле. Золотой век истины и чистоты. Согласно традиционным представлениям индуизма, её продолжительность составляет 1 728 000 лет, а длительность человеческой жизни в Сатья-югу составляет 100 000 лет.

## Атрибуты Сатья-юги
В эту эпоху природа отличается щедростью и обильностью, человечество живёт счастливо, не испытывая забот и повседневного тяжёлого труда. Нет социальных различий, как нет и государственной власти, а человеческое общество основано на полном равенстве всех его членов.
У людей существуют качества, которые являются основой религиозности: аскетизм, чистота, милосердие и правдивость. В Сатья-югу предписанной духовной практикой является медитация.
Согласно традиционным представлениям, длительность следующего за Сатья-югой периода, Трета-юги, составляет 1 296 000 лет. Затем следует Двапара-юга (864 000 лет) и Кали-юга (432 000), которая представляет собой современную эпоху. Считается, что, поскольку с начала эпохи Кали прошло более 5000 лет, до начала очередной Сатья-юги осталось около 427 000 лет. Сатья-юга соответствует Золотому веку греческой и римской мифологии.

## Другие идеи о продолжительности юг
Согласно представлениям Парамахансы Йогананды, Сатья-юга длится 4800 земных лет, длительность Трета-юги, следующей за Сатья-югой, — 3600 земных лет, далее идёт Двапара-юга (2400 лет) и, наконец, Кали-юга длительностью 1200 лет. Затем начинается очередной восходящий цикл (от Кали-юги к Сатья-юге, также общей продолжительностью 12 000 лет).